# Olejníkov
Olejníkov és un poble i municipi d'Eslovàquia. Es troba a la regió de Prešov, al nord del país.

## Història
La primera referència escrita de la vila data del 1454.

## Demografia
| Godina             | 1994 | 2004    | 2014    | 2024    |
| ------------------ | ---- | ------- | ------- | ------- |
| Nombre de persones | 277  | 357     | 454     | 675     |
| Diferència         |      | +28,88% | +27,17% | +48,67% |

| Godina             | 2023 | 2024   |
| ------------------ | ---- | ------ |
| Nombre de persones | 642  | 675    |
| Diferència         |      | +5,14% |